# Präsidentschaftswahl in Georgien 2013

Standarte des Präsidenten Georgiens

Die Präsidentschaftswahl in Georgien 2013 (georgisch საქართველოს საპრეზიდენტო არჩევნები 2013 – sakartvelos saprezidento archevnebi 2013) fand am 27. Oktober statt. Es war die sechste in der Geschichte der zweiten georgischen Republik seit 1991. Der amtierende Präsident Micheil Saakaschwili durfte gemäß Verfassung nach zwei Legislaturperioden nicht mehr antreten.
Der frühere Bildungsminister Giorgi Margwelaschwili erhielt 62,1 % der abgegebenen Stimmen.
Der neue Präsident hat nach einer von Saakaschwili selbst auf den Weg gebrachten Verfassungsänderung im Jahr 2010 weniger Machtbefugnisse. Der Präsident hat nach wie vor Kernkompetenzen in der Außen- und Sicherheitspolitik und repräsentative Funktionen.

## Hintergrund

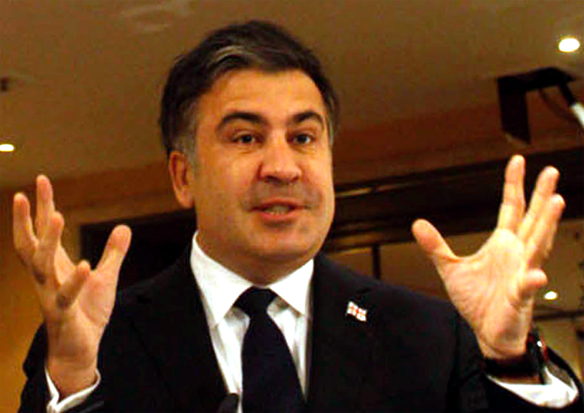
Saakaschwili auf der 48. Münchner Sicherheitskonferenz 2012

Saakaschwili gelangte im Zuge der Rosenrevolution von 2003 an die Macht, als der damalige Präsident Eduard Schewardnadse zum Rücktritt gezwungen wurde. Westlich orientiert und mit den Vorsätzen, die Korruption zu bekämpfen, Georgien in die NATO und die Europäische Union zu führen und die Reintegration Südossetiens und Abchasiens voranzutreiben, trug er zu einer Aufbruchstimmung in der ehemaligen sowjetischen Unionsrepublik bei. Dies geschah zum Unmut Russlands, das Georgien als „Nahes Ausland“ betrachtet. Russland verbot im Jahr 2006 georgische Importe „wegen mangelnder Hygienestandards“, woraufhin der Absatzmarkt um 80 Prozent einbrach; Georgien beteiligte sich seit Februar 2006 nicht mehr an den Sitzungen des Verteidigungsministerrats der mehrheitlich von Russland diktierten Gemeinschaft unabhängiger Staaten (GUS); es kam zu vereinfachten Einbürgerungen von Südosseten und Abchasier durch Russland, was Georgien als Affront betrachtete. Die Situation spitzte sich bis zum Kaukasuskrieg im Sommer 2008 zu. Infolgedessen erklärte Georgien am 14. August 2008 seinen Austritt aus der GUS, der am 18. August 2009 rechtsgültig wurde.
Innenpolitisch betrieb Saakaschwili einige Verwaltungs- und Wirtschaftsreformen; das Pro-Kopf-Einkommen stieg von jährlich 700 US-Dollar (2003) auf 1.500 US-Dollar (2007). Die Weltbank zählte Georgien 2006 zu den Top-Reformländern der Welt. Steigende Einkommen wurden von einer enormen Inflation begleitet. Radikale Wirtschaftsreformen und die Zerschlagung des georgischen Schwarzmarktes machten tausende Menschen arbeitslos. Die offizielle Arbeitslosenquote betrug 2013 15 Prozent; Experten vermuteten eine tatsächliche Quote von bis zu 50 Prozent.
Laut einem Bericht der Weltbank lebten 2014 32 Prozent der Bevölkerung von weniger als 2,5 US-Dollar pro Tag (Kaufkraftparität von 2005).

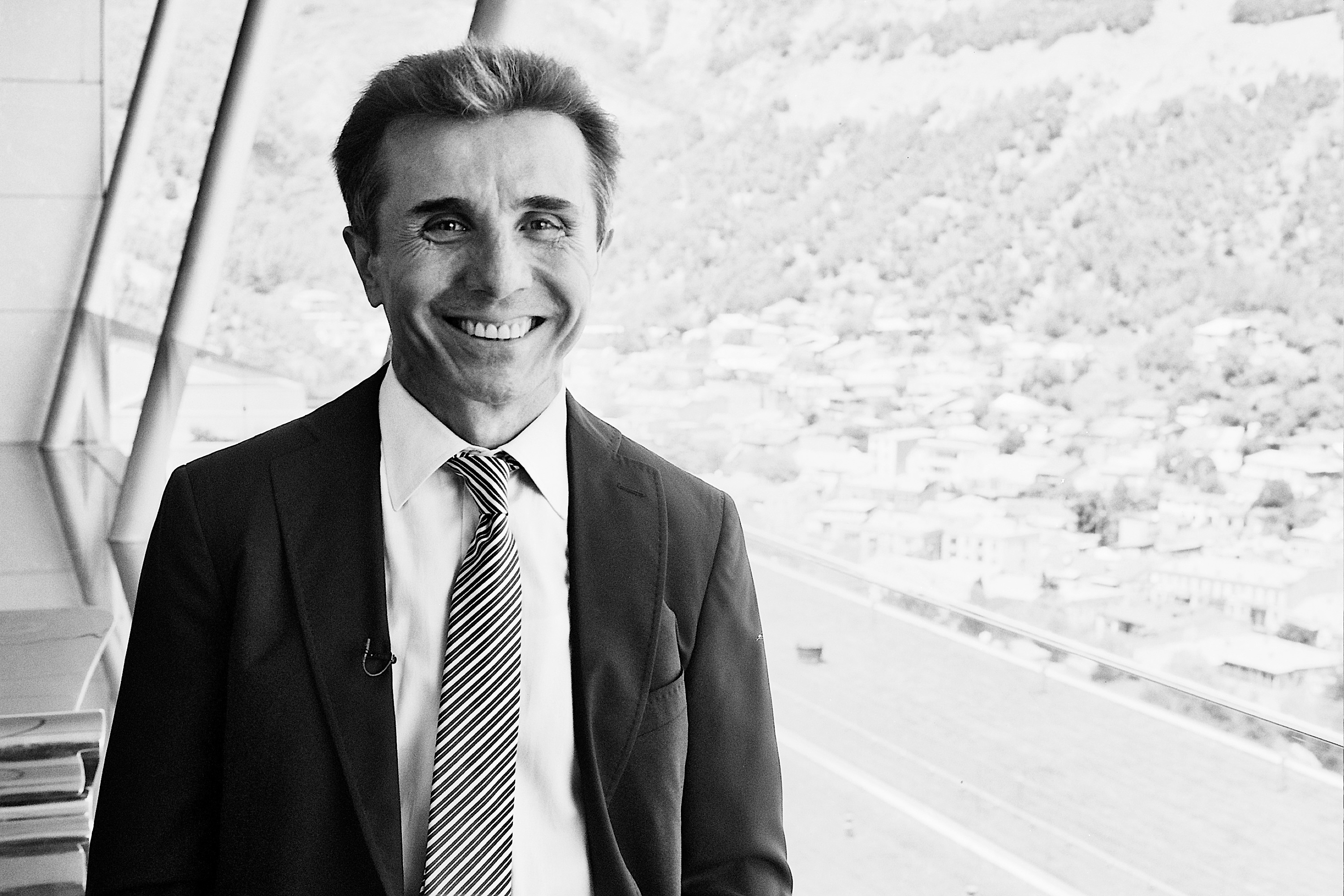
Bidsina Iwanischwili, 2012

Bei der Parlamentswahl am 28. März 2004 erhielt die Partei Saakaschwilis, die 2001 gegründete Vereinte Nationale Bewegung, 67,75 % der Stimmen.

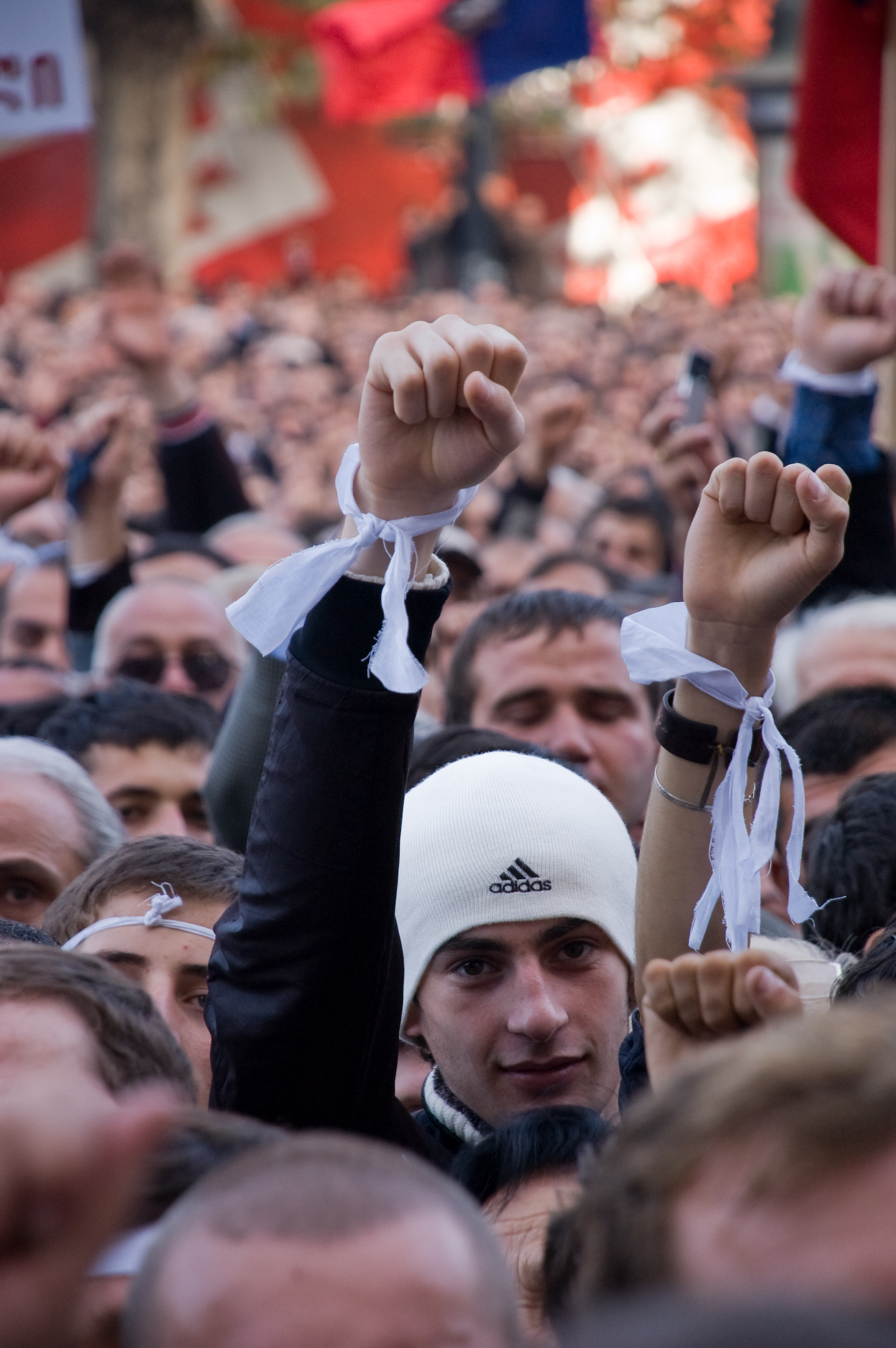
Massenproteste 2007: Weiße Armbänder symbolisieren Unzufriedenheit

Obgleich der Präsident der Korruption den Kampf angesagt hatte und Georgien sich im Korruptionsindex von Transparency International von Rang 99 im Jahr 2004 auf den heutigen Rang 51 verbesserte, gerieten er und seine Regierung immer wieder unter Verdacht, selbst korrupt zu sein. Die Opposition warf dem Präsidenten ein autoritäres Regime und seinen Ministern immer wieder eine Vermengung privater Interessen und öffentlicher Ämter vor, zwar wurde durch die Auswechselung eines Großteils der Polizei und strengere Auswahlverfahren die Alltagskorruption fast beseitigt, die auf höherer Ebene herrschende aber kaum bekämpft. Strafverfolgungsbehörden verwendeten Gesetze wiederholt dazu, Oppositionelle auszuschalten und strafbare Handlungen von Regierungsmitgliedern zu vertuschen. Bis heute nicht aufgeklärt ist der plötzliche Tod des früheren Premierministers Surab Schwania in Tiflis und die genauen Umstände des Mordes an dem Bankbeamten Sandro Girgwliani, für den untergeordnete Mitarbeiter des Innenministeriums verurteilt wurden, bei dem es jedoch um eine vorangegangene verbale Auseinandersetzung mit leitenden Beamten des Ministeriums ging; dies gipfelte nach dem Liquidierungs-Skandal und den von der Opposition (mit)lancierten Massenprotesten im Jahr 2007 in den Rücktritt Saakaschwilis und zwei vorgezogenen Wahlen: der Präsidentschaftswahl und der Parlamentswahl im Jahr darauf.
Mit einer knappen Mehrheit wurden Saakaschwili und seine Partei wiedergewählt. Das parallel abgehaltene Referendum für eine Fortsetzung der NATO-Integration, stärkte seine Politik. Politisch gab es jedoch tiefe Risse: Das Land ist nicht nur tief gespalten zwischen Saakaschwili-Befürwortern und -Gegnern; er überwarf sich mit Nino Burdschanadse, einer ehemaligen Wegbegleiterin der Rosenrevolution, die zur Oppositionspolitikern avancierte und mit ihrer gegründeten Partei Demokratische Bewegung – Vereintes Georgien als schärfste Kritikerin der Regierung gilt; es kam 2011 wieder zu Massenprotesten und mit dem Milliardär Bidsina Iwanischwili und seinem neugegründeten Parteienbündnis Georgischer Traum kam ein neuer Mitstreiter auf die politische Bühne.
Bei der Parlamentswahl am 1. Oktober 2012 kam es dann zum Machtwechsel, als das Parteienbündnis „Georgischer Traum“ eine absolute Mehrheit der Stimmen und Mandate erhielt. Für viele galt die Partei des Milliardärs Iwanischwili als Hoffnungsträger, die sich von Saakaschwili zu stark kontrolliert fühlten: So wurden Telefone und Computer landesweit rund um die Uhr überwacht; es kam durch harte Strafen bei kleineren Delikten zu überfüllten Gefängnissen, politischen Gegnern wurde die Staatsangehörigkeit entzogen und Häftlinge wurden misshandelt. Die Wirtschaft und Medien befanden sich unter Kontrolle des Saakaschwili-Klans und Fernsehsender bekamen Listen, was in den Nachrichten an welcher Stelle zu behandeln sei.

## Kandidaten
Es gab über fünfzig Kandidaturen, wovon 23 zur Wahl zugelassen wurden.
Die aussichtsreichsten Kandidaten waren:

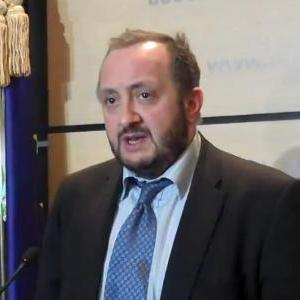
Giorgi Margwelaschwili Partei Georgischer Traum
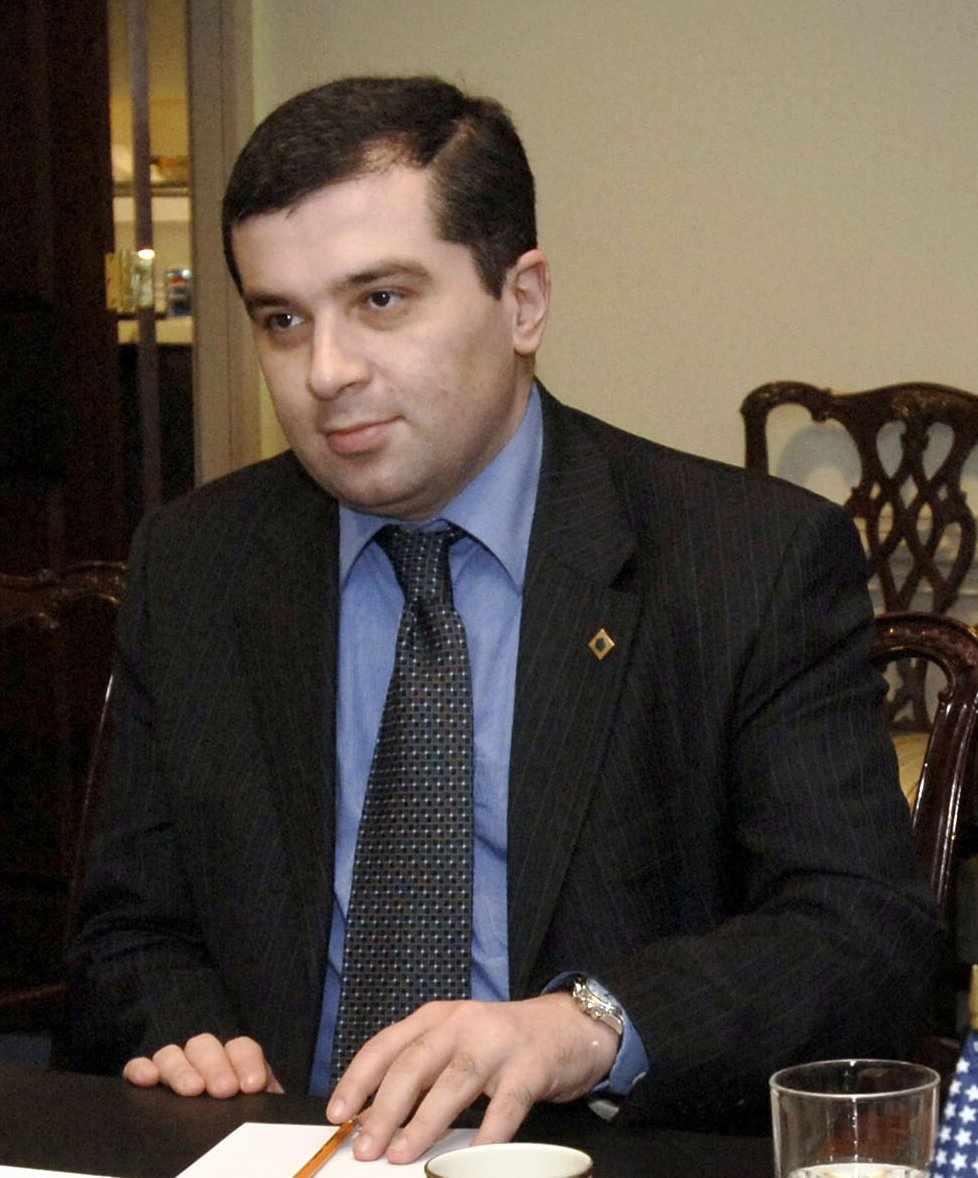
Dawit Bakradse Partei Vereinte Nationale Bewegung
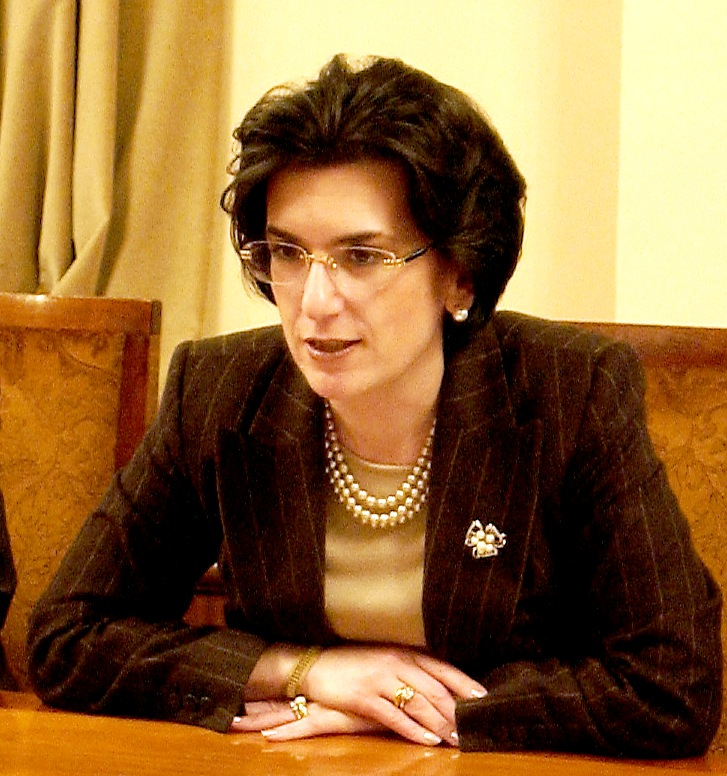
Nino Burdschanadse Partei Demokratische Bewegung – Vereintes Georgien

## Wahlmodus
Es waren 3.537.719 Georgier im Inland und rund 50.000 im Ausland wahlberechtigt, die sich in den Vertretungen vor der Wahl registrieren mussten und dort wählen konnten. Die Wahllokale schlossen um 20:00 Uhr Ortszeit (17:00 Uhr MEZ). Für einen Sieg im ersten Wahlgang waren mehr als 50 Prozent der Stimmen notwendig. Die Amtszeit beträgt fünf Jahre.

## Wahlkampfspenden
| Georgischer Traum                           | ca. 2.000.000 |  |
| Vereinte Nationale Bewegung                 | 70.000        |  |
| Demokratische Bewegung – Vereintes Georgien | 400.000       |  |
|                                             |               |  |
| Quelle: Konrad-Adenauer-Stiftung            |               |  |

## Ergebnis

Ergebnisse nach Wahlkreisen. In allen Wahlkreisen gewann Margwelaschwili die relative Mehrheit, in den meisten Wahlkreisen auch die absolute Mehrheit. Stimmenanteile für Margwelaschwili:

| Kandidaten             | Parteien                                       | Stimmen   | %    |
| ---------------------- | ---------------------------------------------- | --------- | ---- |
| Giorgi Margwelaschwili | Georgischer Traum                              | 1.012.569 | 62,1 |
| Dawit Bakradse         | Vereinte Nationale Bewegung                    | 354.103   | 21,7 |
| Nino Burdschanadse     | Demokratische Bewegung – Vereintes Georgien    | 166.061   | 10,2 |
| Schalwa Natelaschwili  | Georgische Arbeiterpartei                      | 46.984    | 2,9  |
| Giorgi Targamadse      | Christlich-Demokratische Bewegung Georgiens    | 17.354    | 1,1  |
| Koba Dawitaschwili     | Georgische Volkspartei                         | 9.838     | 0,6  |
| Zurab Charatischwili   | Europäische Demokraten Georgiens               | 3.718     | 0,2  |
| Lewan Tschatschna      | –                                              | 3.093     | 0,2  |
| Nino Tschanischwili    | –                                              | 2.276     | 0,1  |
| Sergo Dschawachidse    | Bewegung für ein faires Georgien               | 2.107     | 0,1  |
| Giorgi Liluaschwili    | –                                              | 1.909     | 0,1  |
| Akaki Asatiani         | Union Georgischer Traditionalisten             | 1.559     | 0,1  |
| Micheil Saluaschwili   | –                                              | 1.376     | 0,1  |
| Teimuraz Mschawia      | Christlich–Demokratische Volkspartei Georgiens | 1.285     | 0,1  |
| Mamuka Melikischwili   | –                                              | 995       | 0,1  |
| Giorgi Tschichladse    | –                                              | 820       | 0,1  |
| Nestan Kirtadse        | –                                              | 762       | 0,0  |
| Tamas Bibiluri         | –                                              | 687       | 0,0  |
| Nugsar Awaliani        | –                                              | 664       | 0,0  |
| Awtandil Margiani      | –                                              | 627       | 0,0  |
| Kartlos Gharibaschwili | –                                              | 530       | 0,0  |
| Teimuras Bobochidse    | –                                              | 356       | 0,0  |
| Mamuka Tschochonelidse | –                                              | 315       | 0,0  |
| Gesamt                 | Gesamt                                         | 1.629.988 | 100  |
|                        |                                                |           |      |
| Ungültige Stimmen      | Ungültige Stimmen                              | 30.988    | 1,9  |
| Wähler                 | Wähler                                         | 1.660.976 | 47,0 |
| Wahlberechtigte        | Wahlberechtigte                                | 3.537.719 |      |
|                        |                                                |           |      |
| Quelle: CESKO          |                                                |           |      |

## Stimmen

### Politik
„Ich finde wir haben viel geschafft in den letzten 10 Jahren und Georgien in der Welt als erfolgreiches, modernes und sich schnell entwickelndes europäisches Land etabliert. Das sehe ich als unser wichtigstes Vermächtnis.“

### Presse
„Georgien scheint also auf dem Weg zu einem demokratischen Staat mit einem recht normalen politischen Leben, nach mehr als 20 Jahren mit Kriegen und Revolutionen. Doch es wäre eben nicht Georgien, wenn nicht doch politischer Tumult drohen würde.“

„Es gab zweifellos bemerkenswerte Veränderungen unter Saakaschwili im positiven Sinne. So gab es eine ganze Reihe von Verwaltungs- und Wirtschaftsreformen die Georgien verändert haben. Aber es gab eben auch gewissermaßen schädliche Nebenwirkungen. Das politische System hat sich nicht unbedingt in Richtung Demokratie bewegt.“